# Alto Caballero
Siädogwäbitdi o Alto Caballero  es un corregimiento del distrito de Müna en la comarca Ngäbe-Buglé, República de Panamá. La localidad tiene 3.854 habitantes (2010).

## El topónimo
Siädogwäbitdi deriva de la raíz siä-, de origen ngäbere y que significa totuma, däkwä, cabeza y el sufijo, biti, frecuente en la región ngäbe que significa sobre, por lo tanto significa sobre la cabeza de la totuma.